# Jethro Saint-Fleur
Jethro Saint-Fleur (* 14. Dezember 1995) ist ein Leichtathlet aus Aruba, der sich auf den Langstreckenlauf spezialisiert hat.

## Sportliche Laufbahn
Erste Erfahrungen bei internationalen Meisterschaften sammelte Jethro Saint-Fleur im Jahr 2022, als er dank einer Wildcard im 5000-Meter-Lauf bei den Weltmeisterschaften in Eugene an den Star ging und dort mit 16:04,46 min in der Vorrunde ausschied.

## Persönliche Bestleistungen
- 5000 Meter: 16:04,46 min, 21. Juli 2022 in Eugene